# Netflix
Netflix, Inc. este o companie de media americană, cu sediul central în Los Gatos (California). Fondată în 1997 de către Reed Hastings și Marc Randolph, venitul primar al companiei se bazează pe abonamentele de streaming video, oferind o bibliotecă de filme și programe de televiziune, inclusiv cele produse în cadrul companiei.
Modelul inițial de afaceri a Netflix includea vânzările de DVD-uri și de închiriere prin e-mail, dar Hastings a decis oprirea vânzării de DVD-uri la un an după ce Netflix a decis să investească în DVD-uri ca afacere de închiriere. În 2007, Netflix și-a extins afacerea cu introducerea de mass-media streaming, păstrând în același timp serviciu de închirieri DVD și Blu-ray. Compania s-a extins la nivel internațional, cu streaming disponibil în Canada începând cu 2010 și a continuat în America Latină și Caraibe; până în ianuarie 2016, serviciile Netflix sunt operate în peste 190 de țări. Netflix a intrat în industria de producție de conținut media în 2012 debutând cu serialul Culisele puterii.  
Și-a extins foarte mult atât producția de film cât și de seriale de televiziune de atunci, oferind conținut  Netflix Original prin intermediul bibliotecilor online de filme și televiziune. Netflix a lansat aproximativ 126 de seriale originale sau filme în 2016, mai mult decât orice altă rețea sau canal de televiziune. 
În aprilie 2018, Netflix a avut 125 de milioane de abonați din întreaga lume, inclusiv 56.71 milioane în Statele Unite. Eforturile de a produce conținut nou, asigurarea drepturile pentru conținutul suplimentar și diversificarea în 190 de țări au adus companiei datorii pe termen lung în miliarde de dolari: 21,9 miliarde $ din septembrie 2017, până la $16.8 miliarde de euro din aceeași perioadă a anului precedent, deși doar suma de 6,5 miliarde de euro este datoria pe termen lung; restul sunt obligații pe termen lung.
Netflix are sediul la 121 Albright Fel, Los Gatos, California, Statele Unite ale Americii. Ei au, de asemenea, alte birouri în Olanda, Brazilia, India, Japonia și Coreea de Sud.
După invazia rusă în Ucraina din 2022, pe 4 martie 2022, Netflix a anunțat că a întrerupt toate proiectele și achizițiile viitoare din Rusia Două zile mai târziu, pe 6 martie 2022, Netflix a anunțat că își va suspenda serviciul în Rusia.

## Istoric

### Lansare ca o afacere de închiriere prin corespondență (1997–2006)
Netflix a fost fondat de Marc Randolph și Reed Hastings pe 29 august 1997, în Scotts Valley, California. Hastings, un informatician și matematician, a fost cofondator al Pure Software, care a fost achiziționată de Rational Software în acel an pentru 750 de milioane de dolari, cea mai mare achiziție din istoria Silicon Valley de atunci. Randolph lucrase ca director de marketing pentru Pure Software după ce Pure Atria a achiziționat o companie unde Randolph lucra. Anterior, el a fost cofondator al MicroWarehouse, o companie de vânzări de calculatoare prin corespondență, precum și vicepreședinte de marketing pentru Borland. Hastings și Randolph au venit cu ideea pentru Netflix în timp ce făceau naveta între casele lor din Santa Cruz, California, și sediul Pure Atria din Sunnyvale. Patty McCord, care a devenit ulterior șefa departamentului de resurse umane la Netflix, făcea și ea parte din grupul de navetiști. Randolph admira Amazon și dorea să găsească o categorie mare de produse portabile de vândut pe internet folosind un model similar. Hastings și Randolph au considerat și au respins ideea de a vinde și închiria casete VHS, considerându-le prea scumpe de stocat și prea delicate de expediat. Când au auzit de DVD-uri, introduse pentru prima dată în Statele Unite la începutul lui 1997, au testat conceptul de a vinde sau închiria DVD-uri prin poștă, trimițând un disc compact la casa lui Hastings din Santa Cruz. Când CD-ul a ajuns intact, au decis să intre pe piața de 16 miliarde de dolari a vânzărilor și închirierilor de filme la domiciliu. Hastings este adesea citat spunând că a decis să înființeze Netflix după ce a fost amendat cu 40 de dolari la un magazin Blockbuster pentru că a întârziat să returneze o copie a filmului Apollo 13. Hastings a investit 2,5 milioane de dolari în Netflix din vânzarea Pure Atria. Netflix a fost lansat ca primul site web de închiriere și vânzare de DVD-uri, având 30 de angajați și 925 de titluri disponibile - aproape toate DVD-urile publicate. Randolph și Hastings s-au întâlnit cu Jeff Bezos, unde Amazon a oferit să achiziționeze Netflix pentru o sumă cuprinsă între 14 și 16 milioane de dolari. Temându-se de concurența cu Amazon, Randolph a considerat inițial oferta ca fiind corectă, dar Hastings, care deținea 70% din companie, a refuzat-o în timpul zborului spre casă.

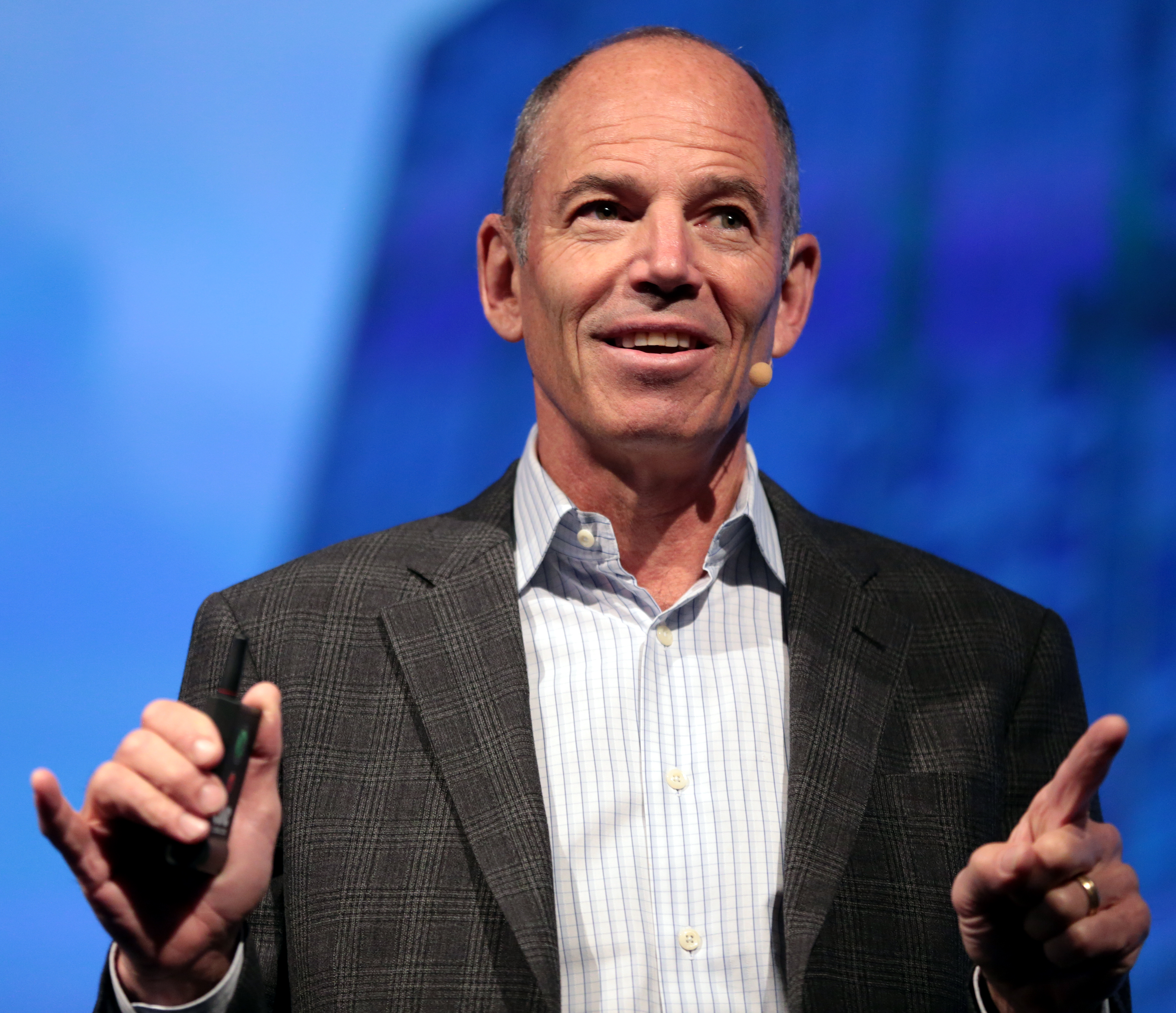
Marc Randolph, co-fondatorul Netflix și primul CEO al companiei

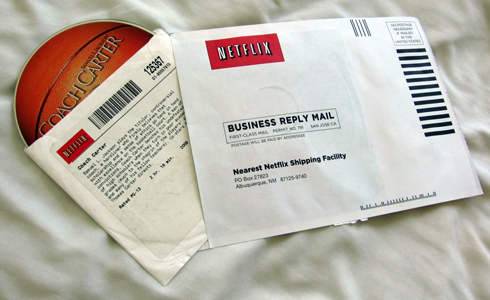
S-a deschis plicul de închiriere Netflix care conține o copie pe DVD a lui Coach Carter (2005)

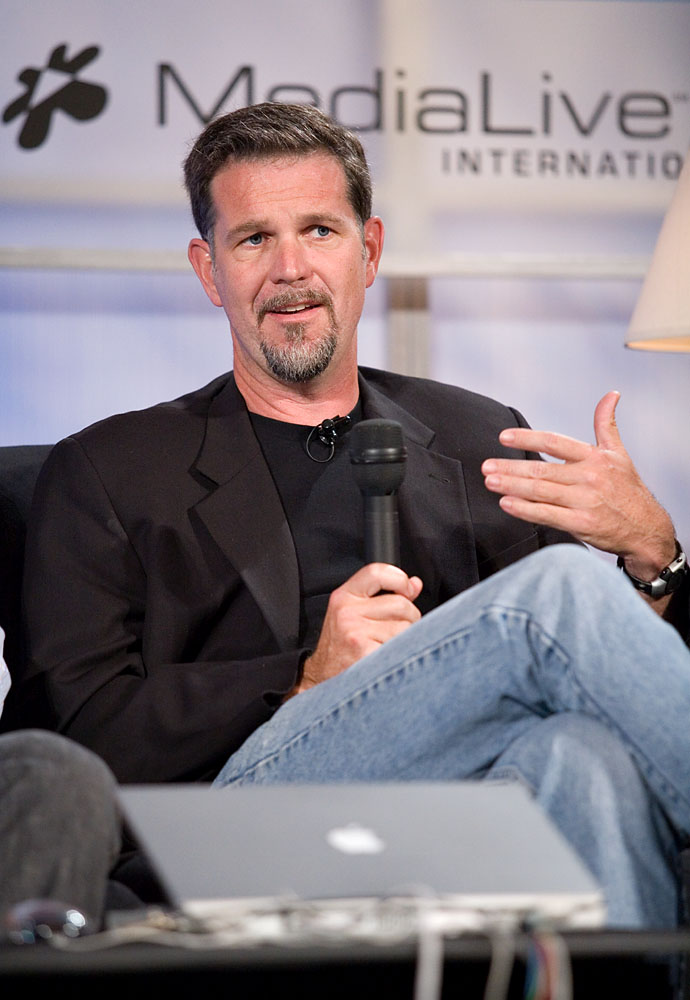
Reed Hastings, co-fondator și președinte executiv

Inițial, Netflix a oferit un model de plată per închiriere pentru fiecare DVD, dar a introdus un concept de abonament lunar în septembrie 1999. Modelul de plată per închiriere a fost eliminat la începutul anului 2000, permițând companiei să se concentreze pe modelul de afaceri cu chirii nelimitate pentru o taxă fixă, fără date de returnare, taxe de întârziere, taxe de expediere și manipulare sau taxe per titlu. În septembrie 2000, în timpul bulei dot-com, în timp ce Netflix suferea pierderi, Hastings și Randolph au oferit să vândă compania către Blockbuster pentru 50 de milioane de dolari. John Antioco, CEO-ul Blockbuster, a considerat oferta ca fiind o glumă și a refuzat, spunând că "isteria dot-com este complet exagerată." În timp ce Netflix a experimentat o creștere rapidă la începutul anului 2001, efectele continue ale colapsului bulei dot-com și atacurile din 11 septembrie au determinat compania să amâne planurile pentru oferta publică inițială (IPO) și să concedieze o treime din cei 120 de angajați.
Playerele DVD au fost un cadou popular pentru vânzările de sărbători la sfârșitul anului 2001, iar cererea pentru servicii de abonament DVD "creștea nebunește", potrivit șefei departamentului de resurse umane Patty McCord. Compania a devenit publică pe 23 mai 2002, vânzând 5,5 milioane de acțiuni de capital comun la prețul de 15,00 USD per acțiune. În 2003, Netflix a primit un brevet de la Oficiul pentru Brevete și Mărci din SUA pentru a acoperi serviciul său de închiriere pe bază de abonament și mai multe extensii. Netflix a înregistrat primul său profit în 2003, câștigând 6,5 milioane de dolari din venituri de 272 de milioane de dolari; până în 2004, profitul a crescut la 49 de milioane de dolari din venituri de peste 500 de milioane de dolari. În 2005, erau disponibile 35.000 de filme diferite, iar Netflix expedia un milion de DVD-uri în fiecare zi.
În 2004, Blockbuster a introdus un serviciu de închiriere de DVD-uri, care nu numai că permitea utilizatorilor să împrumute titluri prin site-urile online, dar le permitea și să le returneze în magazinele fizice. Până în 2006, serviciul Blockbuster a ajuns la două milioane de utilizatori, iar deși era în urma numărului de abonați Netflix, atrăgea afaceri de la Netflix. Netflix a redus tarifele în 2007. Deși era o legendă urbană că Netflix a "distrus" în cele din urmă Blockbuster pe piața de închiriere de DVD-uri, povara datoriilor Blockbuster și dezacordurile interne au afectat compania.
Pe 4 aprilie 2006, Netflix a intentat un proces pentru încălcarea brevetelor în care a cerut un proces cu juriu la Curtea Districtuală a Statelor Unite pentru Districtul de Nord al Californiei, susținând că programul de abonament online pentru închirierea DVD-urilor al Blockbuster a încălcat două brevete deținute de Netflix. Prima cauză de acțiune a acuzat Blockbuster de încălcarea prin copierea "cozii dinamice" a DVD-urilor disponibile pentru fiecare client, metoda Netflix de utilizare a preferințelor clasificate în coadă pentru a trimite DVD-uri abonaților și metoda Netflix care permitea actualizarea și reordonarea cozii. A doua cauză de acțiune a acuzat încălcarea serviciului de închiriere pe bază de abonament, precum și metodele de comunicare și livrare ale Netflix. Companiile și-au soluționat disputa pe 25 iunie 2007; termenii nu au fost dezvăluiți.
Pe 1 octombrie 2006, Netflix a anunțat Netflix Prize, un premiu de 1.000.000 de dolari pentru primul dezvoltator al unui algoritm de recomandare video care să depășească algoritmul său existent Cinematch, în a prezice evaluările clienților cu peste 10%. Pe 21 septembrie 2009, a acordat premiul de 1.000.000 de dolari echipei "BellKor's Pragmatic Chaos". Cinematch, lansat în 2000, era un sistem care recomanda filme utilizatorilor săi, multe dintre acestea putând fi complet noi pentru utilizator.
Prin divizia sa Red Envelope Entertainment, Netflix a licențiat și distribuit filme independente precum Born into Brothels și Sherrybaby. La sfârșitul anului 2006, Red Envelope Entertainment s-a extins și în producția de conținut original cu regizori precum John Waters. Netflix a închis Red Envelope Entertainment în 2008.

### Tranziția la serviciile de streaming (2007–2012)
În ianuarie 2007, compania a lansat un serviciu de streaming media, introducând video la cerere prin internet. Totuși, la acea vreme, avea doar 1.000 de filme disponibile pentru streaming, comparativ cu 70.000 disponibile pe DVD. Compania luase în considerare de ceva timp oferirea de filme online, dar abia la mijlocul anilor 2000 vitezele de date și costurile de bandă largă s-au îmbunătățit suficient pentru a permite clienților să descarce filme de pe internet. Ideea inițială era un "box Netflix" care putea descărca filme peste noapte, pentru a fi gata de vizionat a doua zi. Până în 2005, Netflix achiziționase drepturi de filme și concepuse box-ul și serviciul. Dar după ce a observat cât de populare erau serviciile de streaming precum YouTube, în ciuda lipsei de conținut în înaltă definiție, conceptul de utilizare a unui dispozitiv hardware a fost abandonat și înlocuit cu un concept de streaming.
În februarie 2007, Netflix a livrat al miliardelea DVD, o copie a filmului *Babel*, unui client din Texas. În aprilie 2007, Netflix l-a recrutat pe Anthony Wood, fondatorul ReplayTV, pentru a construi un "Netflix Player" care ar permite redarea de conținut streaming direct pe un televizor, în loc de un desktop sau laptop. Hastings a închis în cele din urmă proiectul pentru a încuraja alți producători de hardware să includă suport încorporat pentru Netflix, care a fost lansat ulterior ca produsul Roku, un player de media digitală.
În ianuarie 2008, toți abonații serviciului de închiriere de discuri au primit acces la streaming nelimitat fără costuri suplimentare. Această schimbare a venit ca răspuns la introducerea Huluși a noilor servicii de închiriere video de la Apple. În august 2008, baza de date Netflix a fost coruptă și compania nu a putut expedia DVD-uri clienților timp de 3 zile, ceea ce a dus la mutarea tuturor datelor în cloud-ul Amazon Web Services. În noiembrie 2008, Netflix a început să ofere abonaților închirieri pe Blu-ray și a întrerupt vânzarea de DVD-uri uzate. În 2009, streaming-ul Netflix a depășit expedierea de DVD-uri.
Pe 6 ianuarie 2010, Netflix a convenit cu Warner Bros. să întârzie închirierile de noi lansări cu 28 de zile după ce DVD-urile deveneau disponibile pentru vânzare, într-o încercare de a ajuta studiourile să vândă copii fizice, și au fost încheiate acorduri similare cu Universal Pictures și 20th Century Fox pe 9 aprilie. În iulie 2010, Netflix a semnat un acord pentru a transmite filmele Relativity Media. În august 2010, Netflix a încheiat un acord pe cinci ani, în valoare de aproape 1 miliard de dolari, pentru a transmite filme de la Paramount, Lions Gate și Metro-Goldwyn-Mayer. Acordul a crescut cheltuielile anuale ale Netflix, adăugând aproximativ 200 de milioane de dolari pe an. În primele șase luni ale anului 2010, Netflix a cheltuit 117 milioane de dolari pentru streaming, în creștere de la 31 de milioane în 2009. Pe 22 septembrie 2010, Netflix s-a lansat în Canada, prima sa piață internațională. În noiembrie 2010, Netflix a început să ofere un serviciu de streaming independent, separat de închirierile de DVD-uri.
În 2010, Netflix a achiziționat drepturile pentru *Breaking Bad*, produs de Sony Pictures Television, după al treilea sezon al emisiunii, într-un moment în care radiodifuzorul original, AMC, exprimase posibilitatea de a anula emisiunea. Sony a presat Netflix să lanseze *Breaking Bad* în timp pentru al patrulea sezon, ceea ce a dus la extinderea semnificativă a audienței emisiunii pe AMC datorită noilor spectatori care au urmărit episoadele anterioare pe Netflix, dublând audiența până la sezonul cinci. *Breaking Bad* este considerat primul astfel de show care a beneficiat de acest "efect Netflix".
În ianuarie 2011, Netflix a anunțat acorduri cu mai mulți producători pentru a include butoane branduite Netflix pe telecomenzile dispozitivelor compatibile cu serviciul, cum ar fi playerele Blu-ray. Până în mai 2011, Netflix devenise cea mai mare sursă de trafic de streaming pe internet în America de Nord, reprezentând 30% din trafic în orele de vârf.
Pe 12 iulie 2011, Netflix a anunțat că va separa planurile sale de abonament existente în două planuri separate: unul acoperind serviciile de streaming și celălalt serviciile de închiriere DVD. Costul pentru streaming ar fi de 7,99 USD pe lună, în timp ce închirierea de DVD-uri ar începe la același preț. Pe 11 septembrie 2011, Netflix s-a extins în țările din America Latină. Pe 18 septembrie 2011, Netflix și-a anunțat intenția de a rebrandui și restructura serviciul de închiriere DVD ca o subsidiară independentă numită Qwikster, separând serviciile de închiriere DVD și streaming. Pe 26 septembrie 2011, Netflix a anunțat un acord de conținut cu DreamWorks Animation. Pe 10 octombrie 2011, Netflix a anunțat că va păstra serviciul său de DVD-uri sub numele de Netflix și că planurile sale de streaming și de închiriere DVD vor rămâne împreună, citând nemulțumirea clienților față de separare.
În octombrie 2011, Netflix și The CW au semnat un acord pe termen lung pentru emisiunile sale de televiziune. Pe 9 ianuarie 2012, Netflix a început expansiunea sa în Europa, lansându-se în Regatul Unit și Irlanda. În februarie 2012, Netflix a încheiat un acord pe termen lung cu The Weinstein Company. În martie 2012, Netflix a achiziționat numele de domeniu DVD.com. Până în 2016, Netflix și-a rebranduit serviciul de închiriere DVD prin poștă sub numele de DVD.com, o companie Netflix. În aprilie 2012, Netflix a depus o cerere la Comisia Electorală Federală (FEC) pentru a forma un comitet de acțiune politică (PAC) numit FLIXPAC. Purtătorul de cuvânt al Netflix, Joris Evers, a scris pe Twitter că intenția era de a "se implica în probleme precum neutralitatea netului, limitele de bandă, UBB și VPPA". În iunie 2012, Netflix a semnat un acord cu Open Road Films.
Pe 23 august 2012, Netflix și The Weinstein Company au semnat un acord pe termen lung pentru filmele RADiUS-TWC. În septembrie 2012, Epix a semnat un acord de streaming pe cinci ani cu Netflix. Pentru primii doi ani ai acestui acord, conținutul de primă difuzare și catalogul anterior de la Epix au fost exclusive pentru Netflix. Filmele Epix au ajuns pe Netflix la 90 de zile după premieră pe Epix. Acestea includeau filme de la Paramount, Metro-Goldwyn-Mayer și Lionsgate.
Pe 18 octombrie 2012, Netflix s-a lansat în Danemarca, Finlanda, Norvegia și Suedia. Pe 4 decembrie 2012, Netflix și Disney au anunțat un acord exclusiv pe termen lung pentru drepturile de primă difuzare pe televiziunea cu abonament din Statele Unite pentru filmele animate și live-action ale Walt Disney Studios, cu clasice precum *Dumbo*, *Alice în Țara Minunilor* și *Pocahontas* disponibile imediat și alte filme disponibile pe Netflix începând din 2016. Lansările direct-pe-video au fost disponibile în 2013.
Pe 14 ianuarie 2013, Netflix a semnat un acord cu Turner Broadcasting System și Warner Bros. Television, deținut de Time Warner, pentru a distribui conținut de la Cartoon Network, Warner Bros. Animation și Adult Swim, precum și emisiunea *Dallas* de la TNT, începând din martie 2013. Drepturile pentru aceste programe au fost acordate Netflix la scurt timp după expirarea acordurilor cu Viacom pentru a transmite programe de pe Nickelodeon și Nick Jr. Channel.
Din motive de costuri, Netflix a declarat că își va limita expansiunea în 2013, adăugând doar o nouă piață – Olanda– în septembrie acelui an. Aceasta a extins disponibilitatea sa la 40 de teritorii.

### Dezvoltarea programării originale și extinderea distribuției (2013–2017)
În 2011, Netflix a început să dezvolte conținut original. În martie, a comandat direct o serie de la MRC, un serial politic intitulat *House of Cards*, condus de Kevin Spacey, depășind ofertele rețelelor de cablu din SUA. Acesta a fost primul serial de televiziune comandat special de serviciul Netflix. În noiembrie același an, Netflix a adăugat încă două producții importante în portofoliul său: comedia-dramă *Orange Is the New Black*, adaptată după memoriile lui Piper Kerman, și un nou sezon al sitcomului *Arrested Development*, care fusese anterior anulat de Fox. Netflix a achiziționat drepturile de difuzare în SUA pentru drama norvegiană *Lilyhammer*, după premiera sa la televiziunea din Norvegia, NRK1, pe 25 ianuarie 2012. Notabil, Netflix s-a îndepărtat de modelul tradițional de televiziune cu difuzare săptămânală a episoadelor și a ales să lanseze întreaga primă serie pe 8 februarie a aceluiași an.
*House of Cards* a fost lansat de Netflix pe 1 februarie 2013, fiind promovat ca prima producție "Netflix Original". Mai târziu în acea lună, Netflix a anunțat un acord cu DreamWorks Animation pentru a comanda serii de televiziune pentru copii bazate pe proprietățile acestora, începând cu *Turbo: F.A.S.T.*, un spin-off al filmului *Turbo*. *Orange is the New Black* a avut premiera în iulie 2013; Netflix a declarat că *Orange is the New Black* a fost cea mai vizionată serie originală de până atunci, toate seriile originale având "o audiență comparabilă cu show-urile de succes de pe cablu și televiziune".
Pe 13 martie 2013, Netflix a adăugat o funcție de partajare pe Facebook, care permitea abonaților din Statele Unite să acceseze secțiunile "Văzute de prietenii tăi" și "Favoritele prietenilor", cu acordul utilizatorului. Acest lucru nu a fost legal până când Legea Protecției Confidențialității Video nu a fost modificată la începutul anului 2013. Pe 1 august 2013, Netflix a reintrodus funcția "Profiles", care permite conturilor să aibă până la cinci profiluri de utilizator.
În noiembrie 2013, Marvel Television și ABC Studios au anunțat că Netflix a comandat un set de patru serii de televiziune bazate pe personajele Marvel Comics: *Daredevil*, *Jessica Jones*, *Iron Fist* și *Luke Cage*. Fiecare dintre cele patru serii a primit o comandă inițială de 13 episoade, iar Netflix a comandat și o miniserie *Defenders* care le-ar lega între ele. *Daredevil* și *Jessica Jones* au avut premiera în 2015. Seria *Luke Cage* a avut premiera pe 30 septembrie 2016, urmată de *Iron Fist* pe 17 martie 2017 și *The Defenders* pe 18 august 2017. Ulterior, deținătorul Marvel, Disney, a încheiat alte acorduri de conținut cu Netflix, inclusiv achiziționarea serialului animat *Star Wars: The Clone Wars* și producerea unui nou sezon șase.
În februarie 2014, Netflix a început să încheie acorduri cu furnizorii de internet din SUA, începând cu Comcast (ale cărui clienți s-au plâns de buffering frecvent la streaming-ul Netflix), pentru a oferi serviciului o conexiune directă la rețelele lor. În aprilie 2014, Netflix a semnat un acord cu creatorul *Arrested Development*,Mitchell Hurwitz, și compania sa de producție, Mitchell Hurwitz, pentru a crea proiecte originale pentru serviciu. În mai 2014, Netflix și Sony Pictures Animation au încheiat un acord major pentru a achiziționa drepturi de streaming pentru a produce filme. De asemenea, a început să introducă un logo actualizat, cu un aspect mai plat și o tipografie modernizată.
În septembrie 2014, Netflix s-a extins în șase noi piețe europene, inclusiv Austria, Belgia, Franța, Germania, Luxemburg și Elveția. Pe 10 septembrie 2014, Netflix a participat la Ziua Încetinirii Internetului, încetinindu-și în mod deliberat viteza în sprijinul reglementărilor privind neutralitatea netului în Statele Unite ale Americii. În octombrie 2014, Netflix a anunțat un acord pentru patru filme cu Adam Sandler și compania sa Happy Madison Productions.
În aprilie 2015, după lansarea *Daredevil*, directorul de operațiuni de conținut al Netflix, Tracy Wright, a anunțat că Netflix a adăugat suport pentru descrierea audio și că a început să colaboreze cu partenerii săi pentru a adăuga descrieri pentru alte serii originale în timp. În anul următor, ca parte a unei înțelegeri cu Consiliul American pentru Nevăzători, Netflix a fost de acord să furnizeze descrieri pentru seriile sale originale în termen de 30 de zile de la premiera lor, să adauge suport pentru cititoarele de ecran și să permită navigarea conținutului în funcție de disponibilitatea descrierilor.
În martie 2015, Netflix s-a extins în Australia și Noua Zeelandă. În septembrie 2015, Netflix s-a lansat în Japonia, prima sa țară din Asia. În octombrie 2015, Netflix s-a lansat în Italia, Portugalia și Spania.
În ianuarie 2016, la Consumer Electronics Show, Netflix a anunțat o extindere internațională majoră a serviciului său în alte 130 de țări. Astfel, a devenit disponibil la nivel mondial, cu excepția Chinei, Siriei, Coreei de Nord, Kosovo și Crimeea. În mai 2016, Netflix a creat un instrument numit Fast.com pentru a determina viteza unei conexiuni la internet. A fost apreciat pentru faptul că era "simplu" și "ușor de utilizat" și nu includea reclame online, spre deosebire de competitori. Pe 30 noiembrie 2016, Netflix a lansat o funcție de redare offline, permițând utilizatorilor aplicațiilor mobile Netflix pe Androidsau IOS să stocheze conținut pe dispozitivele lor în calitate standard sau înaltă pentru vizionare offline, fără o conexiune la internet.
În 2016, Netflix a lansat un număr estimat de 126 de serii sau filme originale, mai multe decât orice rețea sau canal de cablu. În aprilie 2016, Reed Hastings a declarat că compania intenționează să își extindă studiourile proprii din Los Angeles pentru a-și crește producția; Hastings a exclus orice achiziții potențiale ale unor studiouri existente.
În februarie 2017, Netflix a semnat un acord de publicare muzicală cu BMG Rights Management, prin care BMG va gestiona drepturile în afara Statelor Unite pentru muzica asociată conținutului original Netflix. Netflix continuă să se ocupe de aceste sarcini intern în Statele Unite. Pe 25 aprilie 2017, Netflix a semnat un acord de licențiere cu IQiyi, o platformă de streaming video din China deținută de Baidu, pentru a permite distribuirea pe platformă a conținutului original Netflix selectat.
Pe 7 august 2017, Netflix a achiziționat Millarworld, compania deținută de creatorul de benzi desenate Mark Millar. Această achiziție a fost prima realizată de Netflix. Pe 14 august 2017, Netflix a încheiat un acord exclusiv de dezvoltare cu Shonda Rhimes și compania sa de producție Shondaland.
În septembrie 2017, Netflix a anunțat că va oferi tehnologia sa mobilă cu bandă largă redusă pentru companiile aeriene, pentru a oferi un Wi-Fi mai bun în timpul zborurilor, astfel încât pasagerii să poată viziona filme pe Netflix în timpul călătoriilor aeriene.
În septembrie 2017, ministrul Patrimoniului, Mélanie Joly, a anunțat că Netflix a fost de acord să facă o investiție de 500 de milioane de dolari canadieni (400 de milioane de dolari americani) în producția de conținut în Canada în următorii cinci ani. Compania a negat că acordul ar fi destinat obținerii unei reduceri de taxe. Netflix a realizat acest obiectiv până în decembrie 2018.
În octombrie 2017, Netflix a reiterat obiectivul de a avea jumătate din biblioteca sa constând în conținut original până în 2019, anunțând un plan de a investi 8 miliarde de dolari în conținut original în 2018. În octombrie 2017, Netflix a introdus funcția "Skip Intro", care permite utilizatorilor să sară peste introducerile serialelor de pe platformă prin diverse tehnici, inclusiv revizuire manuală, etichetare audio și învățare automată.
În noiembrie 2017, Netflix a semnat un acord exclusiv pe mai mulți ani cu creatoarea *Orange Is the New Black*, Jenji Kohan. Tot în noiembrie 2017, Netflix s-a retras din co-găzduirea unei petreceri la cea de-a 75-a ediție a Globurilor de Aur cu The Weinstein Company, din cauza cazurilor de abuz sexual în care a fost implicat Harvey Weinstein.

### Extindere în producții internaționale și producții noi (2017–2020)

Pictogramă folosită din 2016

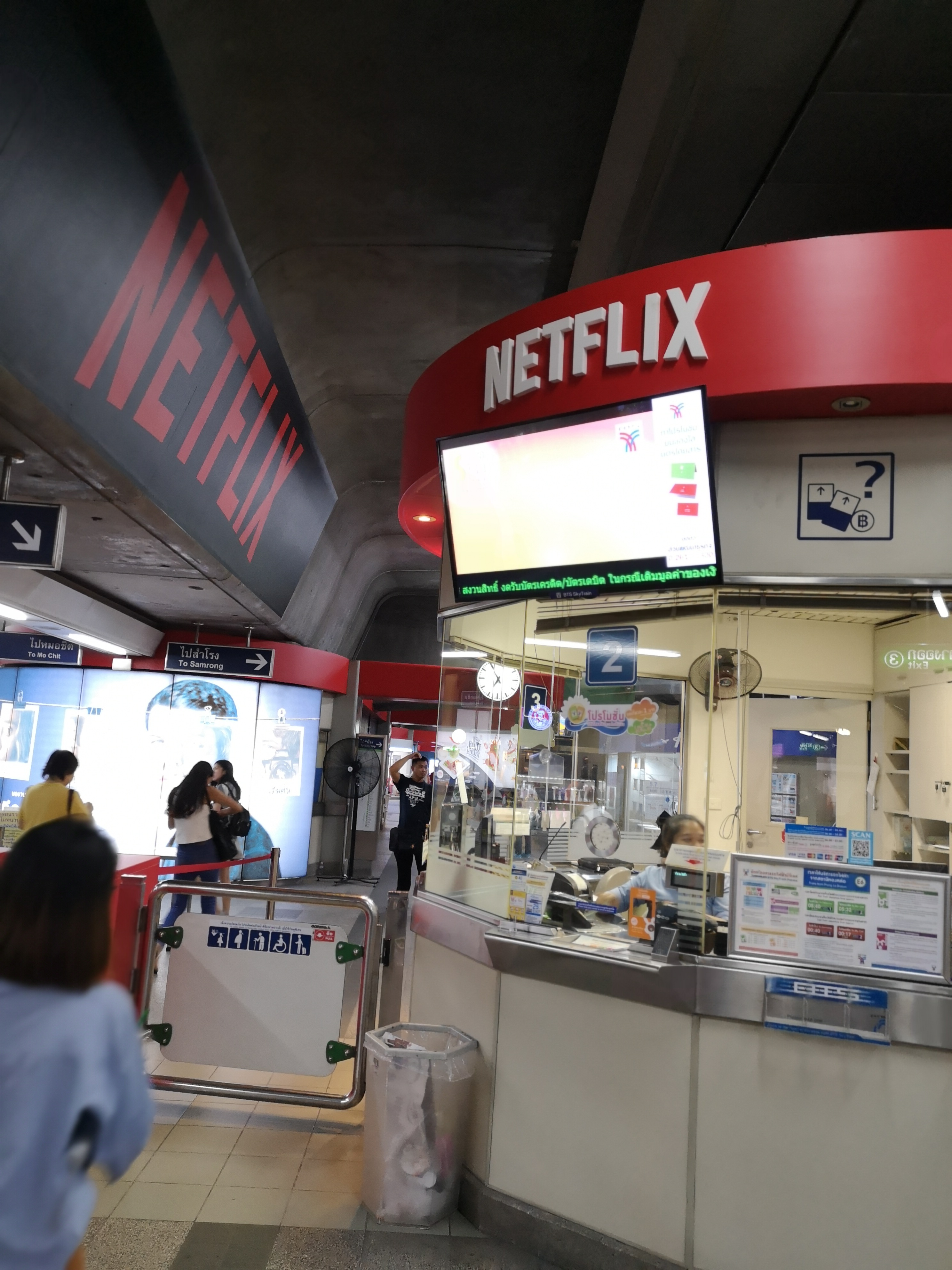
Reclamă Netflix la stația Thong Lo BTS, Bangkok

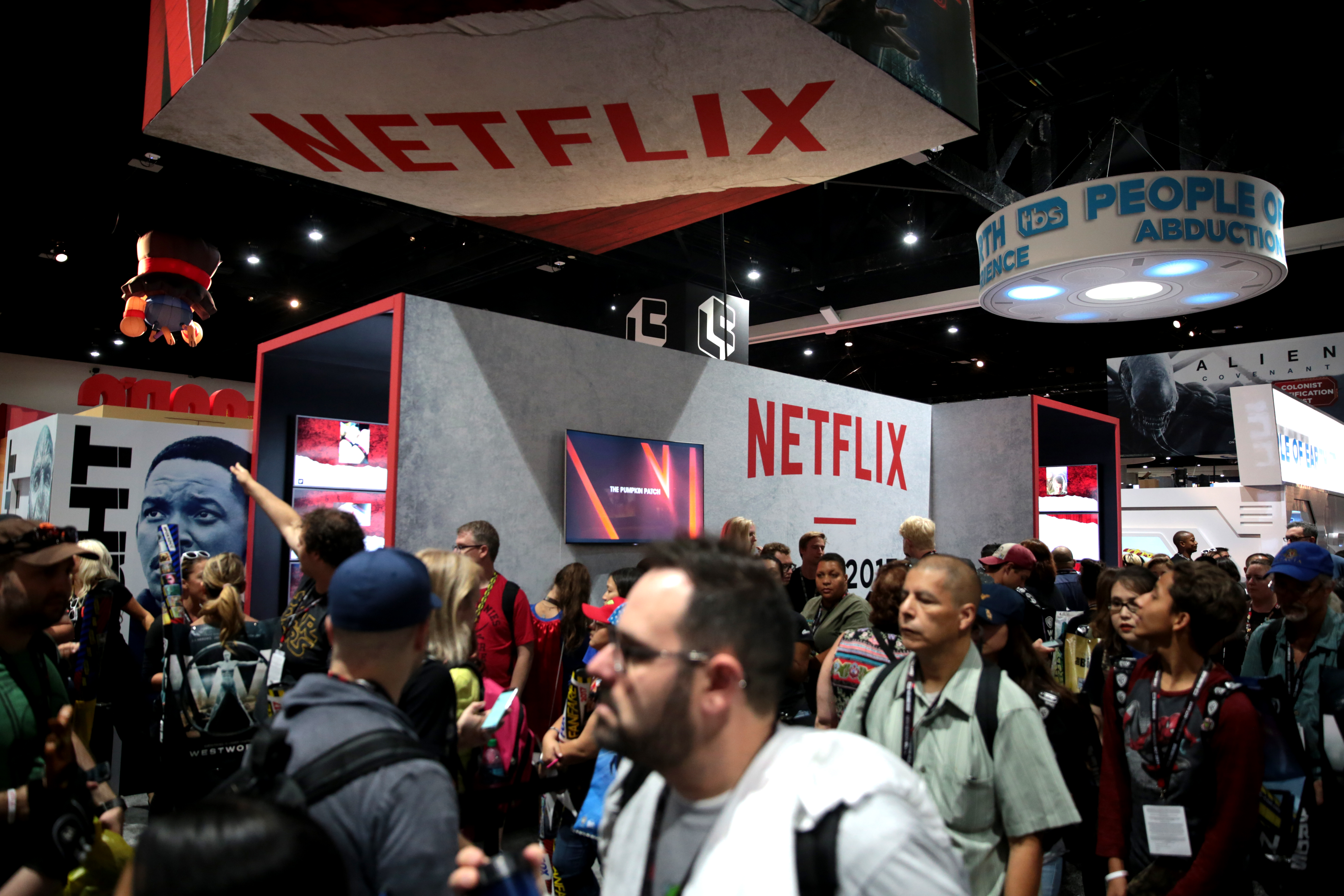
Standul Netflix la Comic-Con din San Diego din 2017

În noiembrie 2017, Netflix a anunțat că va produce primul său serial original columbian, care va fi produs executiv de Ciro Guerra. În decembrie 2017, Netflix a semnat un acord cu Shawn Levy, regizorul și producătorul serialului *Stranger Things*, și compania sa de producție, 21 Laps Entertainment, pentru ceea ce sursele spun că este un contract pe patru ani. În 2017, Netflix a investit în distribuirea exclusivă a unor spectacole de stand-up comedy cu Dave Chapelle, Louis C.K., Chris Rock, Jim Gaffigan, Bill Burr și Jerry Seinfeld.
În februarie 2018, Netflix a achiziționat drepturile pentru *The Cloverfield Paradox* de la Paramount Pictures pentru 50 de milioane de dolari și l-a lansat pe platformă pe 4 februarie 2018, la scurt timp după difuzarea primului trailer în timpul Super Bowl LII. Analiștii au considerat că achiziția filmului de către Netflix a contribuit la transformarea rapidă a filmului în profit pentru Paramount, comparativ cu o lansare tradițională în cinematografe, în timp ce Netflix a beneficiat de impactul surprizei dezvăluirii filmului. Alte filme achiziționate de Netflix includ distribuția internațională a filmelor *Annihilation* de la Paramount și *News of the World* de la Universal, precum și distribuția mondială a filmelor *Extinction* de la Universal, *Mowgli: Legend of the Jungle* de la Warner Bros., *The Lovebirds* de la Paramount și *The Woman in the Window* de la 20th Century Studios. În martie, serviciul a comandat *Formula 1: Drive to Survive*, un documentar despre echipele din campionatul mondial de Formula 1.
În martie 2018, Sky UK a anunțat un acord cu Netflix pentru a integra oferta de abonament VOD a Netflix în serviciul său de televiziune prin abonament. Clienții cu set-top box-ul de înaltă performanță Sky Q și serviciul asociat vor putea vedea titlurile Netflix alături de canalele lor obișnuite de la Sky. În octombrie 2022, Netflix a dezvăluit că veniturile sale anuale din abonamentele din Marea Britanie în 2021 au fost de 1,4 miliarde de lire sterline.
În aprilie 2018, Netflix s-a retras de la Festivalul Internațional de Film de la Cannes, ca răspuns la noile reguli care cereau ca filmele din competiție să fi fost lansate în cinematografele franceze. Premiera la Cannes a filmului *Okja* în 2017 a fost controversată și a generat discuții despre oportunitatea proiecției filmelor cu lansare digitală simultană la un eveniment dedicat filmelor cinematografice; spectatorii au huiduit și logo-ul producției Netflix la proiecție. Încercările Netflix de a negocia o lansare limitată în Franța au fost blocate de organizatori, precum și de legea franceză privind excepția culturală, care interzice ca filmele difuzate în cinematografe să fie disponibile pe servicii de video la cerere până la cel puțin 36 de luni după lansare. Pe lângă piețele tradiționale de la Hollywood, precum și de la parteneri precum BBC, Sarandos a spus că compania caută să-și extindă investițiile în piețele externe netradiționale din cauza creșterii numărului de spectatori din afara Americii de Nord. La acea vreme, acest lucru includea programe precum *Dark* din Germania, *Ingobernable* din Mexicși *3%* din Brazilia.
Pe 22 mai 2018, fostul președinte Barack Obama și soția sa, Michelle Obama, au semnat un acord pentru a produce documentare, docu-serii și filme pentru Netflix prin intermediul noii lor companii de producție, Higher Ground Productions.

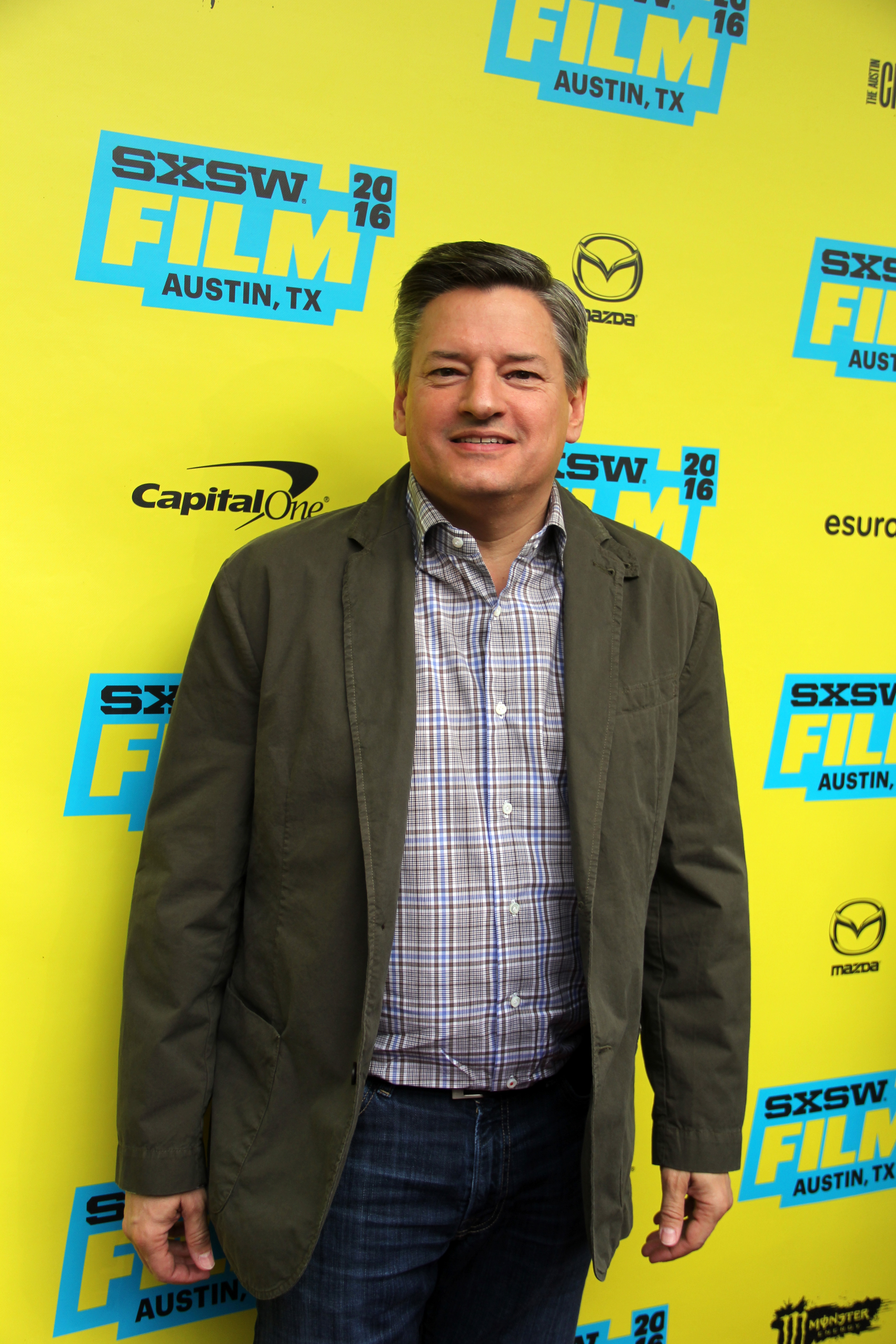
Ted Sarandos, CCO de multă vreme și numit co-CEO în 2020

În iunie 2018, Netflix a anunțat un parteneriat cu Telltale Games pentru a porta jocurile sale de aventură pe platformă într-un format video streaming, permițând controale simple prin intermediul unei telecomenzi TV. Primul joc, *Minecraft: Story Mode*, a fost lansat în noiembrie 2018. În iulie 2018, Netflix a obținut pentru prima dată cele mai multe nominalizări la premiile Emmy pentru un post de televiziune, cu 112 nominalizări. Pe 27 august 2018, compania a semnat un contract exclusiv pe cinci ani cu autorul de succes internațional Harlan Coben. În aceeași zi, compania a semnat un contract cu creatorul *Gravity Falls*, Alex Hirsch. În octombrie 2018, Netflix a plătit sub 30 de milioane de dolari pentru a achiziționa Albuquerque Studios (ABQ Studios), o unitate de producție de filme și televiziune de 91 de milioane de dolari, cu opt scene de sunet în Albuquerque, New Mexico, pentru a crea primul său hub de producție din SUA, angajându-se să cheltuiască peste un miliard de dolari în următorul deceniu pentru a crea unul dintre cele mai mari studiouri de film din America de Nord. În noiembrie 2018, Paramount Pictures a semnat un acord pentru mai multe filme cu Netflix, devenind primul mare studio de film care a semnat un acord cu Netflix. O continuare a filmului *To All the Boys I've Loved Before* de la AwesomenessTV a fost lansată pe Netflix sub titlul *To All the Boys: P.S. I Still Love You* ca parte a acordului. În decembrie 2018, compania a anunțat un parteneriat cu ESPN Films pentru un documentar TV care să relateze sezonul 1997-1998 al echipei Chicago Bulls, intitulat *The Last Dance*. A fost lansat internațional pe Netflix și a devenit disponibil pentru streaming în Statele Unite la trei luni după difuzarea sa pe ESPN.
În ianuarie 2019, *Sex Education* a debutat ca un serial original Netflix, primind numeroase aprecieri din partea criticilor. Pe 22 ianuarie 2019, Netflix a solicitat și a fost aprobat pentru a deveni membru al Motion Picture Association of America (MPAA), devenind primul serviciu de streaming care s-a alăturat asociației. În februarie 2019, creatorul *The Haunting*, Mike Flanagan, s-a alăturat frecventului său colaborator Trevor Macy ca partener la ,Intrepid Pictures, iar duo-ul a semnat un acord exclusiv cu Netflix pentru a produce conținut de televiziune. Pe 9 mai 2019, Netflix a semnat un contract cu Dark Horse Entertainment pentru a realiza seriale TV și filme bazate pe benzile desenate de la Dark Horse Comics. În iulie 2019, Netflix a anunțat că va deschide un hub la Shepperton Studios ca parte a unui acord cu Pinewood Group. La începutul lunii august 2019, Netflix a negociat un acord exclusiv pentru mai mulți ani pentru filme și seriale TV cu creatorii și showrunnerii *Game of Thrones*, David Benioff și D.B. Weiss. Prima producție Netflix creată de Benioff și Weiss a fost planificată ca o adaptare a romanului SF al lui Liu Cixin *The Three-Body Problem*, parte a trilogiei *Remembrance of Earth's Past*. Pe 30 septembrie 2019, pe lângă reînnoirea *Stranger Things* pentru un al patrulea sezon, Netflix a semnat un contract general cu frații Duffer pentru proiecte viitoare de film și televiziune pentru serviciu.
Pe 13 noiembrie 2019, Netflix și Nickelodeon au încheiat un acord pe mai mulți ani pentru a produce mai multe filme de animație originale și seriale TV bazate pe biblioteca de personaje Nickelodeon. Acest acord a extins relația lor existentă, în care noi episoade speciale bazate pe serialele anterioare Nickelodeon, *Invader Zim* și *Rocko's Modern Life* (respectiv *Invader Zim: Enter the Florpus* și *Rocko's Modern Life: Static Cling*), au fost lansate de Netflix. Alte proiecte noi planificate în cadrul parteneriatului includ un proiect muzical cu Squidward Tentacles din serialul animat *SpongeBob SquarePants* și filme bazate pe *The Loud House* și *Rise of the Teenage Mutant Ninja Turtles*. Acordul cu Disney s-a încheiat în 2019 din cauza lansării Disney+, cu producțiile Marvel Entertainment mutându-se exclusiv pe serviciu în 2022.
În noiembrie 2019, Netflix a anunțat că a semnat un contract de închiriere pe termen lung pentru a salva Paris Theatre, ultimul cinematograf cu un singur ecran din Manhattan. Compania a supravegheat mai multe renovări la teatru, inclusiv instalarea de noi scaune și un stand de concesionare.
În ianuarie 2020, Netflix a anunțat un nou contract pentru patru filme cu Adam Sandler, în valoare de până la 275 de milioane de dolari. Pe 25 februarie 2020, Netflix a încheiat parteneriate cu șase creatori japonezi pentru a produce un proiect original de anime japonez. Această colaborare include grupul de creatori de manga CLAMP, mangaka Shin Kibayashi,Mangaka Yasuo Ohtagaki, romancierul și regizorul de film Otsuichi, romancierul Tow Ubutaka și creatoarea de manga Mari Yamazaki. Pe 4 martie 2020, ViacomCBS a anunțat că va produce două filme spin-off bazate pe *SpongeBob SquarePants* pentru Netflix. Pe 7 aprilie 2020, Chernin Entertainment, compania lui Peter Chernin, a semnat un contract pe mai mulți ani cu Netflix pentru realizarea de filme. Pe 29 mai 2020, Netflix a anunțat achiziționarea Grauman's Egyptian Theatre de la American Cinematheque pentru a fi folosit ca loc pentru evenimente speciale.
În iulie 2020, Netflix l-a numit pe Sarandos co-CEO. Tot în iulie 2020, Netflix a investit în noua companie de producție Broke And Bones, creată de autorii *Black Mirror*, Charlie Brooker și Annabel Jones.
În septembrie 2020, Netflix a semnat un contract de mai multe milioane de dolari cu Ducele și Ducesa de Sussex. Harry și Meghan au acceptat un acord pe mai mulți ani, angajându-se să creeze emisiuni TV, filme și conținut pentru copii, ca parte a deciziei lor de a se retrage din îndatoririle familiei regale. În septembrie 2020, Hastings a lansat o carte despre cultura Netflix intitulată *No Rules Rules: Netflix and the Culture of Reinvention*, co-autorată de Erin Meyer. În decembrie 2020, Netflix a semnat un contract de tip first-look cu Millie Bobby Brown pentru a dezvolta și a juca în mai multe proiecte, inclusiv într-o potențială franciză de acțiune.

### Extindere în jocuri, Squid Game, noi programe și noi inițiative (2021–2022)
În martie 2021, Netflix a obținut cele mai multe nominalizări la Premiile Oscar dintre toate studiourile, cu 36. Netflix a câștigat șapte Premii Oscar, cel mai mare număr pentru un studio. Mai târziu în acel an, Netflix a câștigat și mai multe premii Emmy decât orice altă rețea sau studio, cu 44 de premii, egalând recordul pentru cele mai multe premii Emmy câștigate într-un singur an, stabilit de CBS în 1974.
Pe 8 aprilie 2021, Sony Pictures Entertainment a anunțat un acord prin care Netflix va deține drepturile de difuzare pe televiziunea cu plată din SUA pentru lansările sale începând din 2022, înlocuind Starz și extinzând un acord existent cu Sony Pictures Animation. Acordul include, de asemenea, un contract de primă opțiune pentru orice filme viitoare produse direct pentru streaming de către Sony Pictures, cu obligația ca Netflix să se angajeze la un număr minim de astfel de filme. Pe 27 aprilie, Netflix a anunțat că va deschide primul său sediu din Canada, în Toronto. Compania a anunțat și deschiderea unui birou în Suedia, precum și la Roma și Istanbul, pentru a crește producția de conținut original în acele regiuni.
La începutul lunii iunie, Netflix a organizat primul său eveniment virtual de o săptămână numit „Geeked Week”, unde a împărtășit știri exclusive, trailere noi, apariții ale actorilor și altele despre titluri de gen viitoare precum The Witcher, The Cuphead Show și The Sandman.
Pe 7 iunie 2021, Nuyorican Productions, compania lui Jennifer Lopez, a semnat un contract de primă opțiune pe mai mulți ani cu Netflix, acoperind filme artistice, seriale TV și conținut nescris, cu un accent pe proiecte care susțin actori, scriitori și regizori diversificați, în special femei. Pe 10 iunie 2021, Netflix a anunțat lansarea unui magazin online pentru produse legate de marca Netflix și de emisiuni precum Stranger Things și The Witcher. Pe 21 iunie 2021, Amblin Partners, compania lui Steven Spielberg, a semnat un acord cu Netflix pentru a lansa mai multe filme noi pe platforma de streaming. Pe 30 iunie 2021, Powerhouse Animation Studios (studioul din spatele serialului Castlevania de pe Netflix) a anunțat semnarea unui contract de primă opțiune cu Netflix pentru a produce mai multe seriale animate.
În iulie 2021, Netflix l-a angajat pe Mike Verdu, fost director executiv de la Electronic Arts și Facebook, ca vicepreședinte pentru dezvoltarea jocurilor, cu planuri de a adăuga jocuri video până în 2022. Netflix a anunțat planuri de a lansa jocuri mobile care ar fi incluse în abonamentele utilizatorilor serviciului. Primele oferte de testare au fost lansate pentru utilizatorii Netflix din Polonia în august 2021, oferind jocuri mobile premium bazate pe Stranger Things, inclusiv Stranger Things 3: The Game, gratuit pentru abonați prin intermediul aplicației mobile Netflix.
Pe 14 iulie 2021, Netflix a semnat un contract de primă opțiune cu Joey King, starul francizei The Kissing Booth, prin care King va produce și dezvolta filme pentru Netflix prin compania sa de producție All The King's Horses. Pe 21 iulie 2021, Zack Snyder, regizorul filmului Army of the Dead de pe Netflix, a anunțat că și-a semnat compania de producție The Stone Quarry într-un contract de primă opțiune cu Netflix; proiectele sale viitoare includ o continuare a Army of the Dead și un film de aventură SF intitulat Rebel Moon.
În august 2021, producțiile originale Netflix reprezentau 40% din biblioteca totală a Netflix în Statele Unite. Compania a anunțat că „TUDUM: A Netflix Global Fan Event”, un eveniment virtual de trei ore care prezenta dezvăluiri în premieră pentru 100 dintre serialele, filmele și specialele Netflix, va avea prima sa ediție la sfârșitul lunii septembrie 2021. Potrivit Netflix, evenimentul a adunat 25,7 milioane de vizualizări pe canalele sale YouTube, Twitter, Twitch, Facebook, TikTok și Tudum.com.
Tot în septembrie, compania a anunțat The Queen's Ball: A Bridgerton Experience, care va fi lansat în 2022 în Los Angeles, Chicago, Montréal și Washington, D.C.
Squid Game, un serial sud-coreean de supraviețuire creat și produs de Hwang Dong-hyuk, a devenit rapid cel mai vizionat show pe platformă într-o săptămână de la lansare în multe piețe, inclusiv în Coreea, SUA și Regatul Unit. În primele 28 de zile de la lansare, Squid Game a atras peste 111 milioane de spectatori, depășind Bridgerton și devenind cel mai vizionat show de pe Netflix.
Pe 20 septembrie 2021, Netflix a semnat un contract de închiriere pe termen lung cu Aviva Investors pentru a opera și extinde studiourile Longcross din Surrey, Regatul Unit. Pe 21 septembrie 2021, Netflix a anunțat că va achiziționa compania Roald Dahl Story Company, care gestionează drepturile asupra poveștilor și personajelor lui Roald Dahl, pentru un preț nedezvăluit și că o va opera ca o companie independentă. Compania a achiziționat Night School Studio, un dezvoltator independent de jocuri video, pe 28 septembrie 2021.
Pe 13 octombrie 2021, Netflix a anunțat lansarea Clubului de Carte Netflix, în parteneriat cu Starbucks pentru o serie socială numită But Have You Read the Book? Uzo Aduba a devenit prima gazdă a seriei și a anunțat selecțiile lunare de cărți care urmează să fie adaptate de Netflix. Aduba discută cu distribuția, creatorii și autorii despre procesul de adaptare a cărților, în timp ce savurează o cafea la Starbucks.
Până în octombrie 2021, Netflix raporta de obicei audiența pentru programele sale pe baza numărului de spectatori sau de gospodării care au vizionat un show într-o anumită perioadă (cum ar fi primele 28 de zile de la premieră) pentru cel puțin două minute. La anunțarea rezultatelor sale financiare trimestriale din octombrie 2021, compania a declarat că va schimba metricile de audiență pentru a măsura numărul de ore în care un show a fost vizionat, inclusiv revederile, considerând că acest lucru este mai apropiat de măsurătorile folosite în televiziunea lineară și astfel „membrii noștri și industria pot măsura mai bine succesul în lumea streaming-ului”.
Netflix a lansat oficial jocuri mobile pe 2 noiembrie 2021, pentru utilizatorii Android din întreaga lume. Prin aplicație, abonații au avut acces gratuit la cinci jocuri, inclusiv două titluri Stranger Things lansate anterior. Netflix intenționează să adauge mai multe jocuri acestui serviciu în timp. Pe 9 noiembrie, colecția a fost lansată pentru iOS. Unele jocuri din colecție necesită o conexiune activă la internet pentru a putea fi jucate, în timp ce altele vor fi disponibile offline. Conturile Netflix Kids nu vor avea jocuri disponibile.
Pe 16 noiembrie, Netflix a anunțat lansarea „Top10 on Netflix.com”, un nou site web cu liste săptămânale globale și pe țări ale celor mai populare titluri de pe serviciul lor, pe baza noilor lor metrici de audiență. Pe 22 noiembrie, Netflix a anunțat că va achiziționa Scanline VFX, compania de efecte vizuale și animație din spatele show-urilor Cowboy Bebop și Stranger Things. În aceeași zi, Roberto Patino a semnat un acord cu Netflix și și-a înființat propria companie de producție, Analog Inc., în parteneriat cu compania. Primul proiect al lui Patino sub acest acord este o adaptare în serie a benzilor desenate Nocterra de la Image Comics.
Pe 6 decembrie 2021, Netflix și Stage 32 au anunțat că au colaborat pentru atelierele din cadrul programului Creating Content for the Global Marketplace. Pe 7 decembrie 2021, Netflix a făcut echipă cu IllumiNative, o organizație non-profit condusă de femei, pentru Programul de Formare a Producătorilor Indigeni.  Pe 13 decembrie, Netflix a lansat Fast Laughs pe televizoarele inteligente, un flux continuu de momente amuzante din titlurile de comedie.
În conformitate cu Directiva UE privind serviciile media audiovizuale și implementarea acesteia în Franța, Netflix a ajuns la angajamente cu autoritățile franceze de difuzare și cu breslele din industria cinematografică, așa cum este cerut de lege, pentru a investi o sumă specifică din veniturile sale anuale în filme și seriale originale franceze. Aceste filme trebuie să fie lansate în cinematografe și nu vor fi permise pe Netflix decât la 15 luni după lansarea lor.
În ianuarie 2022, Netflix a comandat noi docuserii sportive de la producătorii seriei Drive to Survive, Box to Box Films, inclusiv o serie care va urmări jucătorii de golf de pe PGA Tour și o altă serie care va urmări jucătorii profesioniști de tenis pe circuitele ATP și WTA.
Compania a anunțat planuri de a achiziționa Next Games în martie 2022 pentru 65 de milioane de euro, ca parte a extinderii Netflix în domeniul jocurilor video. Next Games a dezvoltat jocul mobil Stranger Things: Puzzle Tales, precum și două jocuri mobile The Walking Dead. Mai târziu, în aceeași lună, Netflix a achiziționat și dezvoltatorul texan de jocuri mobile Boss Fight Entertainment, pentru o sumă nedezvăluită.
Pe 15 martie 2022, Netflix a anunțat un parteneriat cu Dr. Seuss Enterprises pentru a produce cinci noi serii și specialuri bazate pe proprietăți Seuss, după succesul seriei Green Eggs and Ham. Pe 29 martie 2022, Netflix a anunțat că va deschide un birou în Polonia pentru a servi ca centru pentru producțiile sale originale din Europa Centrală și de Est. Pe 30 martie 2022, Netflix și-a prelungit contractul de închiriere cu Martini Film Studios, lângă Vancouver, Canada, pentru încă cinci ani. Pe 31 martie 2022, Netflix a comandat o docuserie care va urmări echipele din Turul Franței 2022, co-produsă de asemenea de Box to Box Films.
În urma invaziei rusești a Ucrainei din 2022, Netflix și-a suspendat operațiunile și proiectele viitoare în Rusia. De asemenea, a anunțat că nu va respecta o directivă propusă de Roskomnadzor, care ar fi impus tuturor serviciilor de streaming cu peste 100.000 de abonați să integreze canalele majore gratuite (care sunt în principal deținute de stat). O lună mai târziu, foști abonați ruși au intentat o acțiune colectivă împotriva Netflix.
Netflix a declarat că 100 de milioane de gospodării la nivel global împart parolele contului lor cu alte persoane, iar Canada și Statele Unite reprezentau 30 de milioane dintre acestea. În urma acestor anunțuri, prețul acțiunilor Netflix a scăzut cu 35%. Până în iunie 2022, Netflix a concediat 450 de angajați cu normă întreagă și contractuali, ca parte a planului companiei de a reduce costurile în contextul unei creșteri mai scăzute decât se aștepta a numărului de abonați.
Pe 13 aprilie 2022, Netflix a lansat seria Our Great National Parks, găzduită și narată de fostul președinte american Barack Obama. De asemenea, a făcut un parteneriat cu Group Effort Initiative, o companie fondată de Ryan Reynolds și Blake Lively, pentru a oferi oportunități în spatele camerelor pentru persoanele din comunitățile subreprezentate. În aceeași zi, Netflix a colaborat cu Fondul Arab pentru Arte și Cultură din Liban pentru a sprijini cineastele arabe, oferind o subvenție unică de 250.000 de dolari producătorilor și regizorilor femei din lumea arabă prin Fondul pentru Echitate Creativă al companiei. Tot pe 13 aprilie, Netflix a anunțat un joc de cărți mobil Exploding Kittens, legat de un nou serial animat, care va fi lansat în mai. Netflix a format un parteneriat creativ cu J. Miles Dale. Compania a încheiat și un parteneriat cu Studio Colorido din Japonia, semnând un acord pentru realizarea a trei filme, primul dintre acestea urmând să aibă premiera în septembrie 2022. Pe 28 aprilie, compania a lansat primul său festival de comedie, „Netflix Is a Joke”, care a prezentat peste 250 de spectacole în 12 nopți la peste 30 de locații din Los Angeles, inclusiv primul spectacol de stand-up la Dodger Stadium.
Primul volum din Stranger Things 4 a înregistrat cel mai mare weekend de lansare pentru o serie originală Netflix, cu 286,79 milioane de ore vizionate. Acest lucru a fost precedat de o nouă experiență interactivă Stranger Things, găzduită în New York City, dezvoltată de creatorii serialului. După lansarea celui de-al doilea volum din Stranger Things 4, pe 1 iulie 2022, acesta a devenit al doilea titlu Netflix care a acumulat peste un miliard de ore vizionate.
Pe 19 iulie 2022, Netflix a anunțat planuri de a achiziționa studioul australian de animație Animal Logic. În aceeași lună, în colaborare cu Sennheiser, Netflix a început să adauge mixaje audio Ambeo cu 2 canale (denumite „audio spațial”) la producțiile originale selectate, ceea ce permite simularea sunetului surround pe difuzoare stereo și căști.
Pe 5 septembrie 2022, Netflix a deschis un birou în Varșovia, Polonia, responsabil pentru operațiunile serviciului în 28 de piețe din Europa Centrală și de Est.
Pe 4 octombrie 2022, Netflix a semnat un parteneriat creativ cu Andrea Berloff și John Gatins. Pe 11 octombrie, Netflix a semnat un acord cu Broadcasters' Audience Research Board pentru măsurarea externă a audiențelor în Marea Britanie. Pe 12 octombrie, Netflix a semnat pentru a construi un complex de producție la Fort Monmouth, în Eatontown, New Jersey. Pe 18 octombrie, Netflix a început să exploreze o ofertă de cloud gaming și a deschis un nou studio de jocuri în sudul Californiei.
Pe 7 noiembrie 2022, Netflix a anunțat un parteneriat strategic cu The Seven, o companie de producție japoneză deținută de TBS Holdings, pentru a produce mai multe titluri live-action originale pentru abonați în următorii cinci ani. Pe 12 decembrie 2022, Netflix a anunțat că 60% dintre abonații săi au vizionat o dramă coreeană. CEO-ul Ted Sarandos a atribuit creșterea audienței pentru conținutul coreean în rândul americanilor faptului că filmele și dramele coreene sunt „adesea imprevizibile” și surprind „publicul american”.
Pe 10 ianuarie 2023, Netflix a anunțat planuri de a deschide un centru de inginerie în biroul său din Varșovia. Centrul va oferi partenerilor creativi ai Netflix soluții software pentru producția de filme și seriale. În februarie 2023, Netflix a lansat o extindere a tehnologiei audio spațiale și a permis abonaților Premium să descarce conținut pentru redare offline pe până la șase dispozitive (în loc de patru).
Pe 4 martie 2023, Netflix a transmis primul său eveniment global live-streaming, specialul de comedie stand-up Chris Rock: Selective Outrage.
Netflix și-a revizuit din nou metricile de audiență în iunie 2023. Vizionările emisiunilor erau măsurate pe parcursul primelor 91 de zile de disponibilitate, în loc de primele 28 de zile, iar acum erau bazate pe totalul orelor vizionate împărțit la durata totală a emisiunii. Aceasta oferă o evaluare mai echitabilă pentru emisiunile și filmele mai scurte în comparație cu cele mai lungi.
În august 2023, compania a anunțat Netflix Stories, o colecție de jocuri interactive narative bazate pe serialele și filmele Netflix, precum Love is Blind, Money Heist și Virgin River.

### Întreruperea închirierii DVD-urilor, extinderea evenimentelor live, acord WWE (2023-prezent)
Pe 18 aprilie 2023, Netflix a anunțat că va întrerupe serviciul de livrare a DVD-urilor prin poștă pe 29 septembrie. Utilizatorii acestui serviciu au putut păstra DVD-urile pe care le primiseră. De-a lungul timpului, serviciul a expediat peste 5 miliarde de pachete.
În octombrie 2023, Eunice Kim a fost promovată în funcția de Director de Produs, iar Elizabeth Stone a fost promovată în funcția de Director Tehnologic. În aceeași lună, în contextul unei restructurări a diviziei sale de animație, Netflix a anunțat un acord pentru mai multe filme cu Skydance Animation, începând cu viitorul film Spellbound. Acordul înlocuiește parțial unul anterior cu Apple TV+.
În decembrie 2023, Netflix a lansat primul său raport „Ce am vizionat: Un raport de implicare pe Netflix”, care oferă o privire asupra vizionărilor pentru toate titlurile originale și licențiate care au fost vizionate mai mult de 50.000 de ore între ianuarie și iunie 2023. Compania a anunțat, de asemenea, că va publica acest raport de două ori pe an. În primul raport pentru primele șase luni din 2023, s-a raportat că The Night Agent" a fost cel mai vizionat serial la nivel global în acea perioadă.
Pe 23 ianuarie 2024, Netflix a anunțat un acord major cu promoția de wrestling profesionist WWE, prin care va achiziționa drepturile internaționale pentru programul săptămânal Raw începând din ianuarie 2025. Drepturile vor acoperi inițial Statele Unite, Canada, Regatul Unit și America Latină și se vor extinde treptat în alte teritorii. În afara Statelor Unite, Netflix va deține, de asemenea, drepturile internaționale pentru toate cele trei programe săptămânale principale ale WWE (Raw, SmackDown și NXT), evenimente premium live și documentare, printre alte conținuturi. Acordul a fost evaluat la 500 de milioane de dolari pe an, timp de zece ani.
În februarie 2024, Netflix s-a alăturat lui Peter Morgan, creatorul serialului "The Crowd", pentru a produce piesa "Patriots Day" pe Broadway. Aceasta este prima colaborare a companiei pe Broadway, dar nu și primul său proiect de teatru. Netflix a fost implicat activ ca producător al piesei "Stranger Things: The First Shadow" din Londra. Ambele producții împărtășesc același producător principal, Sonia Friedman.
În mai 2024, compania a organizat al doilea festival "Netflix Is a Joke" în Los Angeles. A difuzat în direct mai multe spectacole din cadrul festivalului, inclusiv "Woke Folk" al lui Katt Williams și "The Roast of Tom Brady", ambele ajungând în top 10 la nivel global pe Netflix în următoarele două săptămâni. În aceeași lună, Netflix a anunțat că va transmite ambele meciuri de Crăciun ale NFL din 2024. Pentru 2025 și 2026, Netflix va avea drepturi exclusive pentru cel puțin un meci de Crăciun NFL în fiecare an.
În iunie 2024, compania a anunțat planuri pentru "Netflix House", un nou loc de divertisment permanent unde fanii pot experimenta seriale și filme Netflix. Primele locații anunțate sunt King of Prussia Mall din Pennsylvania și Galleria Dallas din Texas.

## Disponibilitate si acces

### Disponibilitate globală

Disponibilitatea Netflix, începând cu martie 2022

Netflix este disponibil în toate țările și teritoriile, cu excepția Chinei, Coreei de Nord, Crimeei, Siriei și Rusiei.
În ianuarie 2016, Netflix a anunțat că va începe blocarea VPN-urilor, deoarece acestea pot fi folosite pentru a viziona videoclipuri dintr-o țară în care acestea nu sunt disponibile. Ca urmare a blocării VPN-urilor, utilizatorii pot viziona doar videoclipurile disponibile la nivel global, iar celelalte videoclipuri sunt ascunse din rezultatele căutării. Pe Netflix există varietate de conținut. Localizarea interfeței pentru utilizatorii din Israel include limba ebraică și orientarea interfeței de la dreapta la stânga, o strategie comună de localizare în multe piețe. În unele regiuni, Netflix oferă un abonament mai accesibil, destinat exclusiv dispozitivelor mobile. Netflix a crescut în tăcere prețurile pentru abonații din Australia.

### Abonamente
Clienții pot alege unul dintre cele trei planuri de abonament; diferențele între planuri se referă la rezoluția video, numărul de fluxuri simultane și numărul de dispozitive pe care se poate descărca conținutul.
La sfârșitul primului trimestru din 2022, Netflix estima că 100 de milioane de gospodării din întreaga lume își împărțeau parolele contului cu alții. În martie 2022, Netflix a început să taxeze utilizatorii suplimentari în Chile, Peru și Costa Rica pentru a încerca să controleze partajarea conturilor. Pe 18 iulie 2022, Netflix a anunțat că va testa această funcție în mai multe țări, inclusiv Argentina, Republica Dominicană, El Salvador, Guatemala și Honduras. Pe 17 octombrie, Netflix a lansat funcția Transfer de profil pentru a ajuta la oprirea partajării conturilor.
Pe 13 iulie 2022, Netflix a anunțat planuri de a lansa o opțiune de abonament susținută de reclame. Acest nivel de abonament nu ar permite utilizatorilor să descarce conținut, așa cum este posibil pe platforma fără reclame. Pe 20 iulie 2022, s-a anunțat că planul cu reclame va fi disponibil în 2023, dar nu va include întreaga bibliotecă de conținut. În octombrie, data de lansare a fost stabilită pentru 3 noiembrie 2022. Planul susținut de reclame a fost numit „Basic with Ads” și a costat 6,99 USD pe lună în Statele Unite la lansare.
Pe 24 februarie 2023, Netflix a redus prețurile abonamentelor în peste 30 de țări din lume pentru a atrage mai mulți abonați din aceste țări. Malaysia, Indonezia, Thailanda, Filipine, Croația, Venezuela, Kenya și Iran sunt pe lista țărilor în care costul unui abonament va fi redus. În aceeași lună, reguli mai stricte împotriva partajării parolelor au fost extinse în Canada, Noua Zeelandă, Portugalia și Spania. În mai 2023, aceste măsuri au fost extinse și la abonații din Statele Unite și Brazilia.
În iulie 2023, Netflix a adăugat 5,9 milioane de abonați pentru al doilea trimestru al anului, ajungând la un total de 238,39 milioane de abonați. Statele Unite și Canada au reprezentat 1,2 milioane de abonați, fiind cel mai mare câștig regional trimestrial din 2021.
Netflix a anunțat în februarie că va impune reguli mai stricte pentru partajarea parolelor. În mai 2023, Netflix a început să limiteze partajarea parolelor în SUA, Marea Britanie și Australia. Conform acestor noi reguli, mai multe persoane pot folosi și partaja un cont, dar trebuie să fie din aceeași gospodărie. Netflix definește o gospodărie ca fiind persoanele care locuiesc în aceeași locație cu proprietarul contului. Utilizatorii sunt rugați să stabilească o locație principală pe baza adresei IP a dispozitivului.
Netflix a raportat 8,05 milioane de noi abonați în al doilea trimestru din 2024, în creștere față de 5,9 milioane de abonați adăugați în al doilea trimestru din 2023.
În iulie 2024, Netflix a început să elimine treptat cel mai ieftin plan de abonament pentru utilizatorii din Franța și SUA, la un an după ce planul a fost retras pentru Canada și Marea Britanie. Membrii din aceste țări au opțiunea de a se abona fie la planul standard fără reclame, fie la planul cu reclame.

### Suport pentru dispozitiv

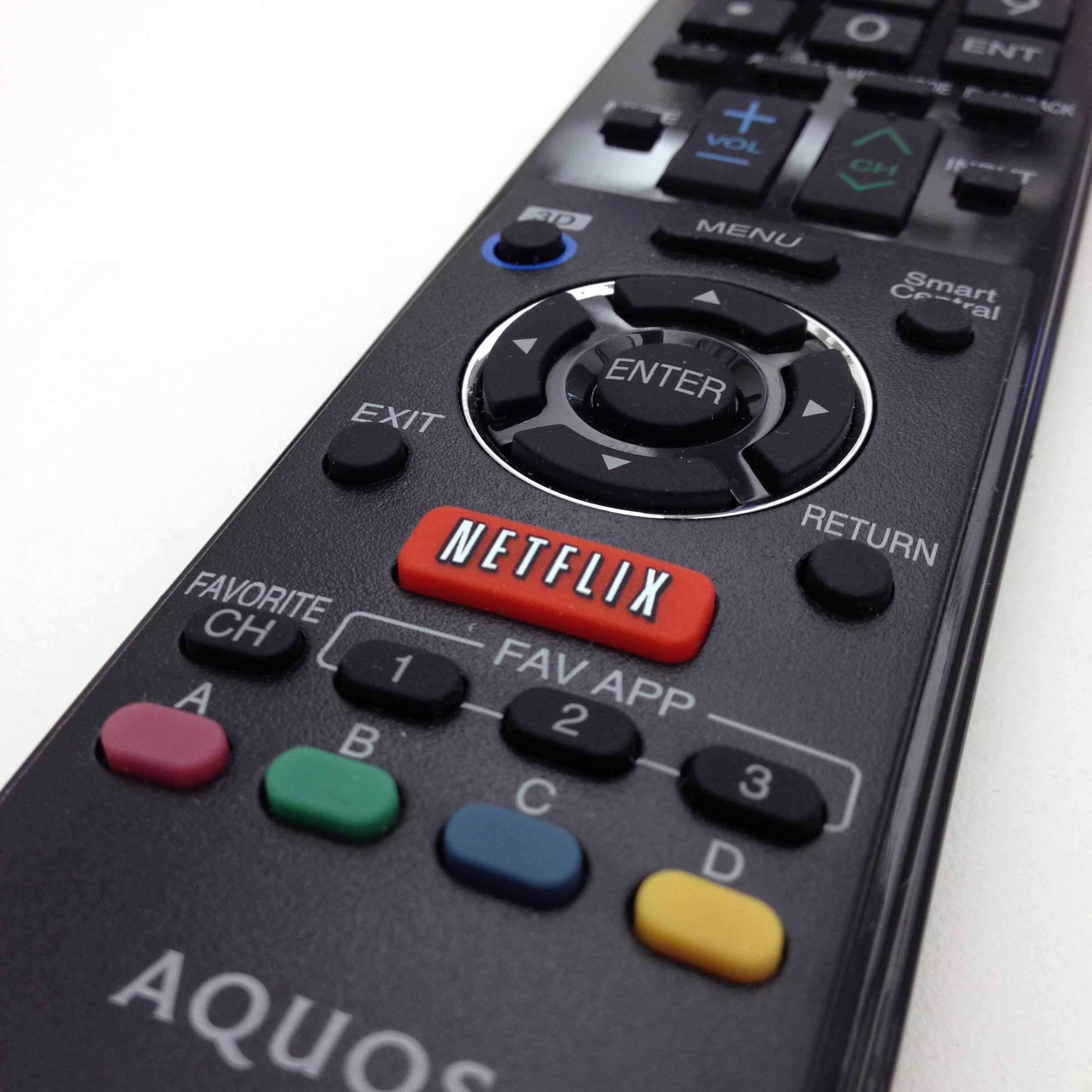
O telecomandă Sharp Aquos cu un buton Netflix

Netflix poate fi accesat printr-un browser web, iar aplicațiile Netflix sunt disponibile pe diverse platforme, inclusiv playere Blu-ray, tablete, telefoane mobile, televizoare inteligente, playere media digitale și console de jocuri video. Consolele de jocuri în prezent acceptate includ:
- Microsoft Xbox 360, Xbox One și Xbox Series X/S
- PlayStation 3, PlayStation 4 și PlayStation 5

Mai multe dispozitive mai vechi nu mai sunt compatibile cu Netflix. În ceea ce privește consolele de jocuri pentru acasă, acestea includ PlayStation 2, PlayStation TV, Wii și Wii U. În cazul consolelor portabile, aceasta include sistemele din familia Nintendo 3DS și PlayStation Vita. A doua și a treia generație de Apple TV suportau anterior Netflix cu un plan fără reclame, dar aplicația a fost eliminată automat de pe aceste dispozitive pe 31 iulie 2024.
În plus, un număr tot mai mare de furnizori de televiziune multicanal, inclusiv servicii de televiziune prin cablu și IPTV, au adăugat aplicații Netflix accesibile direct prin set-top box-urile lor, uneori cu posibilitatea ca conținutul să fie prezentat împreună cu celelalte servicii video online într-o interfață de căutare unificată, alături de programele TV liniare, ca parte a unei soluții „all-in-one”.
Rezoluția video maximă acceptată pe computere depinde de sistemele DRM disponibile pe un anumit sistem de operare și browser web.
| Sistem de operare | Browser web                   | Sistem DRM | Rezoluția video maximă permisă                                                        |
| --- | ----------------------------- | ---------- | ------------------------------------------------------------------------------------- |
| Microsoft Windows 7 sau o versiune ulterioară MacOS 10.11 sau o versiune ulterioară Linux (în funcție de varianta de distribuție) | Google Chrome, Firefox, Opera | Widevine   | 720p (cu Widevine L1)                                                                 |
| Microsoft Windows 10 sau o versiune ulterioară                                                                                    | Microsoft Edge                | PlayReady  | 4K (dispozitivul trebuie să îndeplinească cerințele hardware)                         |
| MacOS 10.11 până la MacOS 10.15                                                                                                   | Apple Safari                  | FairPlay   | 1080p                                                                                 |
| MacOS 11 sau o versiune ulterioară                                                                                                | Apple Safari                  | FairPlay   | 4K                                                                                    |
| ChromeOS | Google Chrome                 | Widevine   | 1080p (cu Widevine L1)                                                                |
| Android | aplicație mobilă              | Widevine   | 480p (doar dispozitive cu Widevine L3) 1080p (dispozitive cu certificare Widevine L1) |
| iOS | aplicație mobilă              | FairPlay   | 1080p                                                                                 |

## Conținut

### Programare originală
"Netflix Originals" se referă la conținutul produs, coprodus sau distribuit exclusiv de Netflix. Netflix finanțează spectacolele sale originale diferit față de alte rețele TV, oferind banii în avans și comandând imediat două sezoane pentru majoritatea serialelor. Netflix păstrează drepturile de licențiere, care, în mod normal, oferă companiilor de producție oportunități de venituri viitoare din sindicare, merchandising, etc.

Filme originale Netflix

De-a lungul anilor, producția Netflix a crescut la un nivel fără egal în rândul rețelelor de televiziune sau serviciilor de streaming. Conform Variety Insight, Netflix a produs un total de 240 de noi seriale și filme originale în 2018, număr care a urcat la 371 în 2019, o cifră „mai mare decât numărul de seriale originale lansate de întreaga industrie TV din SUA în 2005.” Bugetul alocat de Netflix pentru producție a crescut anual, ajungând la 13,6 miliarde de dolari în 2021 și fiind proiectat să atingă 18,9 miliarde de dolari până în 2025, o cifră care, din nou, a depășit orice concurență. În august 2022, producțiile originale reprezentau 50% din biblioteca totală a Netflix în Statele Unite.

### Oferte de film și televiziune
Netflix are acorduri exclusive cu mai multe studiouri pentru difuzarea prin pay TV. Aceste acorduri oferă Netflix drepturi exclusive de streaming, respectând în același timp structurile termenilor tradiționali de pay TV.
Distribuitorii care au licențiat conținut către Netflix includ Warner Bros., Universal Pictures, Sony Pictures Entertainment și, anterior, The Walt Disney Studios. Netflix deține, de asemenea, drepturi actuale și de catalog pentru programe de televiziune distribuite de Walt Disney Television, DreamWorks Classics, Kino International, Warner Bros. Television și Paramount Global Content Distribution, alături de titluri de la alte companii, cum ar fi Hasbro Entertainment și Funimation. În trecut, serviciul de streaming deținea și drepturi pentru anumite programe de televiziune distribuite de NBCUniversal Television Distribution, Sony Pictures Television și 20th Century Fox Television.
Netflix a negociat pentru a distribui filme animate de la Universal pe care HBO a refuzat să le achiziționeze, precum The Lorax (film), ParaNorman și Minionii.
Netflix deține drepturi exclusive de streaming pentru biblioteca de filme a Studio Ghibli (cu excepția Grave of the Fireflies) la nivel global, cu excepția SUA și Japoniei, ca parte a unui acord semnat cu deținătorul internațional de vânzări al Ghibli, Wild Bunch, în 2020.

### Jocuri Netflix
În iulie 2021, Netflix l-a angajat pe Mike Verdu, un fost director executiv de la Electronic Arts și Facebook, ca vicepreședinte al dezvoltării de jocuri, împreună cu planuri de a adăuga jocuri video până în 2022. Netflix a anunțat planuri de a lansa jocuri mobile care vor fi incluse în abonamentele utilizatorilor serviciului. Primele oferte de testare au fost lansate pentru utilizatorii Netflix din Polonia în august 2021, oferind jocuri mobile premium bazate pe Stranger Things, inclusiv Stranger Things 3: The Game, gratuit pentru abonați prin aplicația mobilă Netflix.
Netflix a lansat oficial jocuri mobile pe 2 noiembrie 2021 pentru utilizatorii Android din întreaga lume. Prin aplicație, abonații aveau acces gratuit la cinci jocuri, inclusiv două titluri Stranger Things lansate anterior. Netflix intenționează să adauge mai multe jocuri în acest serviciu pe parcursul timpului. Pe 9 noiembrie, colecția a fost lansată pentru iOS. Verdu a declarat în octombrie 2022 că, pe lângă continuarea extinderii portofoliului lor de jocuri, erau interesați și de opțiuni de jocuri în cloud.
Pentru a sprijini efortul legat de jocuri, Netflix a început să achiziționeze și să formeze mai multe studiouri. Compania a achiziționat Night School Studio, un dezvoltator independent de jocuri video, în septembrie 2021. Netflix a anunțat planuri de a achiziționa Next Games în martie 2022 pentru 65 de milioane de euro, ca parte a extinderii Netflix în domeniul jocurilor. Next Games a dezvoltat titlul mobil Stranger Things: Puzzle Tales, precum și două jocuri mobile The Walking Dead. Mai târziu în aceeași lună, Netflix a achiziționat și dezvoltatorul de jocuri mobile din Texas, Boss Fight Entertainment, pentru o sumă nedezvăluită. Netflix a deschis un studio de jocuri mobile în Helsinki, Finlanda, în septembrie 2022, și un nou studio, al cincilea în total, în sudul Californiei în octombrie 2022, alături de achiziția Spry Fox în Seattle.
În iunie 2024, Verdu a fost mutat într-un nou rol axat pe „inovarea în dezvoltarea de jocuri.” Luna următoare, Netflix l-a angajat pe Alain Tascan, vicepreședintele dezvoltării de jocuri la Epic Games, pentru a conduce Netflix Games. În iulie 2024, Netflix avea peste 80 de jocuri în dezvoltare, lansând cel puțin un joc în fiecare lună pentru a atrage fani.

## Tehnologie

### Livrarea conținutului
Netflix colaborează gratuit cu furnizorii de servicii Internet (ISP) direct și la puncte comune de schimb de internet. În iunie 2012, a fost anunțată o rețea personalizată de livrare a conținutului, numită Open Connect. Pentru ISP-urile mari, cu peste 100.000 de abonați, Netflix oferă gratuit echipamente de calcul Open Connect, care stochează conținutul lor în centrele de date sau rețelele ISP-urilor, pentru a reduce și mai mult costurile de tranzit pe internet. Până în august 2016, Netflix și-a închis ultimul centru fizic de date, dar a continuat să dezvolte tehnologia Open Connect. Un studiu din 2016 realizat la Universitatea din Londra a detectat 233 de locații individuale Open Connect pe șase continente, cea mai mare parte a traficului fiind în SUA, urmată de Mexic.
În iulie 2017, seriile și filmele Netflix reprezentau mai mult de o treime din tot traficul de descărcare pe internet în timpul orelor de vârf din America de Nord.

### API
Pe 1 octombrie 2008, Netflix a oferit acces la serviciul său printr-o interfață publică de programare a aplicațiilor (API). Aceasta permitea accesul la date pentru toate titlurile Netflix și le permitea utilizatorilor să își gestioneze listele de filme. API-ul era gratuit și permitea utilizarea comercială. În iunie 2012, Netflix a început să restricționeze disponibilitatea API-ului său public. În schimb, Netflix s-a concentrat pe un număr mic de parteneri cunoscuți care foloseau interfețe private, deoarece cea mai mare parte a traficului provenea din aceste interfețe private. În noiembrie 2014, Netflix a retras API-ul public. Ulterior, Netflix a colaborat cu dezvoltatorii a opt servicii considerate cele mai valoroase, inclusiv Instant Watcher, Fanhattan, Yidio și Nextguide.

### Recomandări și miniaturi
Netflix oferă utilizatorilor recomandări bazate pe interacțiunile cu serviciul, cum ar fi istoricul vizionărilor și evaluările conținutului vizionat. Aceste recomandări sunt adesea grupate în genuri și formate sau includ conținutul cu cele mai bune evaluări de pe platformă. Fiecare titlu este prezentat cu o miniatură. Înainte de aproximativ 2015, acestea erau aceleași pentru toată lumea, dar de atunci au fost personalizate. Netflix poate selecta o imagine specifică pentru o miniatură bazată pe istoricul vizionărilor, de exemplu, un actor sau un tip de scenă în funcție de preferințele de gen. Unele miniaturi sunt generate din cadre video.
Sistemul de recomandări al Netflix este o parte esențială a succesului platformei de streaming, permițând sugestii de conținut personalizate pentru sute de milioane de abonați din întreaga lume. Folosind algoritmi avansați de învățare automată, Netflix analizează interacțiunile utilizatorilor, inclusiv istoricul vizionărilor, căutările și evaluările, pentru a oferi recomandări personalizate pentru filme și seriale.
Sistemul de recomandări ia în considerare preferințele individuale ale utilizatorilor, asemănările cu alți utilizatori cu gusturi comparabile, atributele specifice ale titlurilor (gen, an de lansare etc.), tiparele de utilizare a dispozitivelor și timpul de vizionare. Pe măsură ce utilizatorii interacționează cu platforma și oferă feedback prin obiceiurile lor de vizionare, sistemul de recomandări poate să se adapteze și să își rafineze sugestiile în timp. Netflix folosește un sistem de clasificare pe două niveluri, organizând titlurile pe pagina principală pentru a facilita navigarea și a maximiza implicarea utilizatorilor. Acest lucru se realizează prin organizarea conținutului în rânduri și clasificarea titlurilor din fiecare rând în funcție de cât de mult ar interesa utilizatorul. Netflix utilizează, de asemenea, testarea A/B pentru a determina ce opțiuni generează cel mai mare interes și implicare în ceea ce privește sugestiile de filme și modul în care sunt organizate titlurile.
Etichete precum "dulce-amărui", "sitcom" sau "intim" sunt atribuite fiecărui titlu de către angajații Netflix. Netflix folosește, de asemenea, aceste etichete pentru a crea micro-genuri de recomandare, cum ar fi "Emisiuni TV amuzante" sau "Seara fetelor".

## Premii
Pe 18 iulie 2013, Netflix a obținut primele nominalizări la Premiile Primetime Emmy pentru programe originale de streaming la cea de-a 65-a ediție a Premiilor Primetime Emmy. Trei dintre serialele sale, "Arrested Development", "Hemlock Grove" și "House of Cards", au obținut împreună 14 nominalizări (nouă pentru "House of Cards", trei pentru "Arrested Development" și două pentru "Hemlock Grove"). Episodul "Chapter 1" din "House of Cards" a primit patru nominalizări atât la Premiile Primetime Emmy, cât și la Premiile Primetime Creative Arts Emmy, devenind primul episod al unui serial de televiziune de streaming care a primit o nominalizare importantă la Premiile Primetime Emmy. Odată cu câștigarea premiului pentru "Cinematografie remarcabilă pentru un serial cu o singură cameră", "Chapter 1" a devenit primul episod dintr-un serviciu de streaming care a câștigat un Emmy. Câștigul lui David Fincher pentru "Regie pentru un serial dramatic" pentru "House of Cards" a făcut ca acest episod să fie primul dintr-un serviciu de streaming care a câștigat un Primetime Emmy.
Pe 6 noiembrie 2013, Netflix a obținut prima sa nominalizare la Premiile Grammy când "You've Got Time" de Regina Spektor — tema muzicală principală pentru "Orange Is the New Black" — a fost nominalizată pentru "Cea mai bună piesă scrisă pentru media vizuală".
Pe 12 decembrie 2013, rețeaua a obținut șase nominalizări la Premiile Globul de Aur, inclusiv patru pentru "House of Cards". Printre aceste nominalizări s-a numărat și cea a lui Robin Wright pentru "Cea mai bună actriță într-un serial de televiziune - dramă" pentru interpretarea personajului Claire Underwood, premiu pe care l-a câștigat. Cu această distincție, Wright a devenit prima actriță care a câștigat un Glob de Aur pentru un serial de televiziune de streaming. De asemenea, acesta a marcat primul premiu major de interpretare pentru Netflix. "House of Cards" și "Orange Is the New Black" au câștigat și Premiile Peabody în 2013.
Pe 16 ianuarie 2014, Netflix a devenit primul serviciu de streaming care a obținut o nominalizare la Premiile Oscar când "The Square" a fost nominalizat pentru "Cel mai bun documentar".
Pe 10 iulie 2014, Netflix a primit 31 de nominalizări la Premiile Emmy. Printre alte nominalizări, "House of Cards" a primit nominalizări pentru "Cel mai bun serial dramatic", "Cea mai bună regie într-un serial dramatic" și "Cel mai bun scenariu într-un serial dramatic". Kevin Spacey și Robin Wright au fost nominalizați pentru "Cel mai bun actor principal" și, respectiv, "Cea mai bună actriță principală într-un serial dramatic". "Orange Is the New Black" a fost nominalizat în categoriile de comedie, obținând nominalizări pentru "Cel mai bun serial de comedie", "Cel mai bun scenariu pentru un serial de comedie" și "Cea mai bună regie pentru un serial de comedie". Taylor Schilling, Kate Mulgrew și Uzo Aduba au fost nominalizate, respectiv, pentru "Cea mai bună actriță principală într-un serial de comedie", "Cea mai bună actriță în rol secundar într-un serial de comedie" și "Cea mai bună actriță invitată într-un serial de comedie" (cea din urmă pentru rolul recurent al lui Aduba în sezonul unu, întrucât a fost promovată la statutul de regulă în al doilea sezon al show-ului).
Netflix a obținut cea mai mare parte din nominalizările la Premiile Emmy din 2016, cu 16 nominalizări majore. Cu toate acestea, show-urile de streaming au obținut doar 24 de nominalizări dintr-un total de 139, rămânând semnificativ în urmă față de televiziunea prin cablu. Cele 16 nominalizări ale Netflix au fost: "House of Cards" cu Kevin Spacey, "A Very Murray Christmas" cu Bill Murray, "Unbreakable Kimmy Schmidt", "Master of None" și "Bloodline".
"Stranger Things" a primit 19 nominalizări la Premiile Primetime Emmy din 2017, în timp ce "The Crowd" a primit 13 nominalizări.
În decembrie 2017, Netflix a fost desemnată "Compania Anului" de către PETA pentru promovarea filmelor și documentarelor despre drepturile animalelor, precum "Forks Over Knives" și "What the Health".
La cea de-a 90-a ediție a Premiilor Oscar, desfășurată pe 4 martie 2018, filmul "Icarus", distribuit de Netflix, a câștigat primul său Oscar pentru "Cel mai bun lungmetraj documentar". În declarațiile sale din culise, regizorul și scenaristul Bryan Fogel a remarcat că Netflix a "schimbat fundamental lumea documentarelor." "Icarus" a avut premiera la Festivalul de film Sundance din 2017 și a fost cumpărat de Netflix pentru 5 milioane de dolari, una dintre cele mai mari tranzacții pentru un film non-ficțiune. Netflix a devenit rețeaua ale cărei programe au primit cele mai multe nominalizări la Premiile Primetime și Creative Arts Emmy din 2018, cu un total de 112 nominalizări, depășind astfel recordul de 17 ani al HBO ca rețeaua cu cele mai multe nominalizări la Emmy, care a primit 108 nominalizări.
Pe 22 ianuarie 2019, filmele distribuite de Netflix au obținut 15 nominalizări la cea de-a 91-a ediție a Premiilor Oscar, inclusiv "Cel mai bun film" pentru "Roma" de Alfonso Cuarón, care a fost nominalizat la 10 premii. Cele 15 nominalizări au egalat numărul total de nominalizări primite anterior de filmele distribuite de Netflix.
În 2020, Netflix a obținut 20 de nominalizări pentru TV, iar filmele distribuite de Netflix au primit și 22 de nominalizări pentru film la cea de-a 78-a ediție a Premiilor Globul de Aur. A obținut trei dintre cele cinci nominalizări pentru "Cel mai bun serial dramatic" pentru "The Crown", "Ozark" și "Ratched" și patru din cele cinci nominalizări pentru "Cea mai bună actriță într-un serial de televiziune": Olivia Colman, Emma Corrin, Laura Linney și Sarah Paulson.
În 2020, Netflix a obținut 24 de nominalizări la Premiile Oscar, marcând prima dată când un serviciu de streaming a condus toate studiourile.
Filmele și programele distribuite de Netflix au primit 30 de nominalizări la Premiile Sindicatului Actorilor de Film din 2021, mai multe decât orice altă companie de distribuție, unde filmele și programele distribuite de Netflix au câștigat șapte premii, inclusiv "Cel mai bun film" pentru "The Trial of the Chicago 7" și "Cel mai bun serial TV dramatic" pentru "The Crown". Netflix a primit, de asemenea, cele mai multe nominalizări dintre toate studiourile la cea de-a 93-a ediție a Premiilor Oscar – 35 de nominalizări în total, cu 7 premii câștigate.
În februarie 2022, "The Power of the Dog", un western dur distribuit de Netflix și regizat de Jane Campion, a primit 12 nominalizări, inclusiv pentru "Cel mai bun film", la cea de-a 94-a ediție a Premiilor Oscar. Filmele distribuite de Netflix au primit un total de 72 de nominalizări. Campion a devenit a treia femeie care a primit premiul pentru "Cea mai bună regie", câștigând al doilea Oscar pentru "The Power of the Dog". La cea de-a 50-a ediție a Premiilor Emmy Internaționale, serialul original Netflix "Sex Education" a câștigat premiul pentru "Cel mai bun serial de comedie". Mai târziu în acel an, Netflix a primit 26 de Premii Emmy, inclusiv șase pentru "Squid Game". Câștigurile "Squid Game" pentru "Cel mai bun actor principal într-un serial dramatic" și "Cea mai bună regie pentru un serial dramatic" au fost primele din istorie pentru un serial într-o limbă non-engleză în aceste categorii.
În martie 2023, Netflix a câștigat șase Premii Oscar, inclusiv patru pentru "All Quiet on the Western Front", care a fost cel mai premiat film din istoria Netflix. "Pinocchio" de Guillermo del Toro a fost primul film de streaming desemnat "Cel mai bun lungmetraj animat", iar "The Elephant Whisperers" a fost primul film produs în India care a primit "Cel mai bun scurtmetraj documentar". Netflix a primit 103 nominalizări la Premiile Emmy, inclusiv 13 fiecare pentru serialele limitate "Beef" și "Dahmer – Monster: The Jeffrey Dahmer Story".
În iulie 2024, Netflix a primit 107 nominalizări la Premiile Emmy, cele mai multe dintre toate rețelele.

## Critică
Netflix a fost supusă unor critici din partea diverselor grupuri și indivizi, pe măsură ce popularitatea și acoperirea sa pe piață au crescut în anii 2010.
Clienții s-au plâns de creșterile de prețuri ale serviciilor Netflix, începând cu decizia companiei de a separa serviciile de închiriere de DVD-uri și streaming, decizie care a fost rapid inversată. Pe măsură ce Netflix și-a extins oferta de streaming, a fost presată să limiteze accesibilitatea la violență grafică și să includă avertismente pentru telespectatori legate de probleme precum senzaționalismul și promovarea pseudoștiinței. Conținutul Netflix a fost, de asemenea, criticat de susținătorii mișcării pentru drepturile persoanelor cu dizabilități din cauza lipsei calității subtitrărilor.
Unele organizații media și concurenți au criticat Netflix pentru faptul că a publicat selectiv date despre audiență și numărul de vizionări ale programelor sale originale. Compania a făcut afirmații despre recorduri de audiență fără a oferi date care să susțină aceste succese sau folosind metode problematice de estimare. În martie 2020, unele agenții guvernamentale au cerut Netflix și altor platforme de streaming să limiteze serviciile din cauza creșterii consumului de lățime de bandă și energie, pe măsură ce utilizarea platformei a crescut. În replică, compania a anunțat că va reduce rata de biți pentru toate fluxurile din Europa, reducând astfel traficul Netflix pe rețelele europene cu aproximativ 25%. Aceleași măsuri au fost luate ulterior în India.
În mai 2022, acționarul Netflix, Imperium Irrevocable Trust, a intentat un proces împotriva companiei pentru încălcarea legilor de securitate din SUA. În ianuarie 2024, un judecător federal a respins procesul, afirmând că acționarii nu au reușit să ofere exemple în care Netflix ar fi mințit în legătură cu creșterea numărului de abonați.
În mai 2023, Netflix a interzis oficial partajarea parolelor între persoane din gospodării diferite, ceea ce înseamnă că partajarea unui cont era disponibilă doar pentru cei care locuiau în aceeași casă. Această decizie a provocat o reacție negativă semnificativă, determinând mulți utilizatori să își anuleze abonamentele.